# Tor Borell
Tor Eskil Ingjald Gideon Borell, född 3 september 1879 i Madesjö socken, död 11 juli 1959 i Stockholm, var en svensk bankman. Han var kusinbarn till Theodor Borell.
Borell blev tjänsteman i Riksgäldskontoret 1902, befordrades successivt och blev 1935 riksgäldskommissarie och chef för obligationsbyrån. Han studerade vid flera tillfällen lotteriväsen och emission och inlösen av statsobligationer utomlands, vilka erfarenheter omsattes i vid uppläggningen av Statens premieobligationslån och emissionen av 1940-1942 års försvarslån.